# 星の子館
星の子館（ほしのこやかた）は、兵庫県姫路市にある宿泊型の科学系大型児童館（B型児童館）である。設計は安藤忠雄で、1992年に開館した。
天文台施設に口径90センチ反射望遠鏡があることで知られる。宿泊者は、好天ならば望遠鏡で天体を眺めることができ、曇天の時などでも望遠鏡の見学ができる。また、昼間でも惑星や月の観測会を行っている。安藤忠雄設計の宿泊施設では、一番安価で宿泊できる施設である。また児童館ではあるものの大人のみの宿泊・施設利用も可能である。
姫路市北西部の「桜山エリア」に位置し、近隣には日本最大級プラネタリウムがある総合科学館「姫路科学館」、兵庫県の所管する大型児童館（A型児童館）「兵庫県立こどもの館」、姫路市自然観察の森などがある。桜山エリアの各施設はプログラム等を共同で行うなど協力関係にある。

## 施設概要
- 展示室「コスモルーム」
- 図書室
- 天文教室「てんもんルーム」
- プレイルーム
- トレーニングルーム
- 宿泊施設（10畳×11室、20畳×2室）
- 会議室
- レストラン「キラキラ★レストラン」
- 大浴場
- 別館（なかよしホール）

## 交通アクセス
- JR 姫路駅から神姫バス「星の子館前」下車すぐ
- JR 余部駅 徒歩約30分
- 山陽自動車道山陽姫路西インターチェンジから姫路西バイパスに入り、相野出屋敷ランプから側道を経て市道白鳥15号線に入る。
- 姫路バイパス 太子東ランプから国道2号方面に入り、「青山西」交差点を左折、道なりに進み姫路市立青山小学校方面へ。